# 伊凡·桑德森
伊凡·桑德森（英語：Ivan T. Sanderson，1911年1月30日—1973年2月19日）是一名出生於蘇格蘭愛丁堡的美國生物學家、神秘動物學家、作家、超常現象研究者和UFO研究者。

## 生平
出生於蘇格蘭愛丁堡，其父親亞瑟·布坎南·桑德森是名威士忌釀造商。1924年至1927年間，伊凡·桑德森就讀英國伊頓公學。1930年代時，參與了各種探險活動，足跡遍及多國。二戰期間在英國海軍擔任情報人員，戰後到美國紐約市擔任特派記者:189。
1952年9月，他前往西維吉尼亞州調查弗拉特伍茲怪物事件。1954年參與成立了UFO研究組織「民間飛碟情報網」（CSI）。1960年代時，先後在契爾頓出版社和《阿哥斯》雜誌擔任編輯:189。
1972年，他在《傳奇》雜誌上發表了名為〈全球十二個惡魔的墓地〉的文章，提出地球上存在十二個磁場異常的區域的假設:199。
桑德森時常作為約翰尼·卡森《今夜秀》節目的來賓:116。
1973年2月19日，因罹患癌症而病逝。

## 外部連結
- 伊凡·桑德森在互联网电影资料库（IMDb）上的資料（英文）
- 網路推理小說資料庫上的伊凡·桑德森